# Howardian Hills

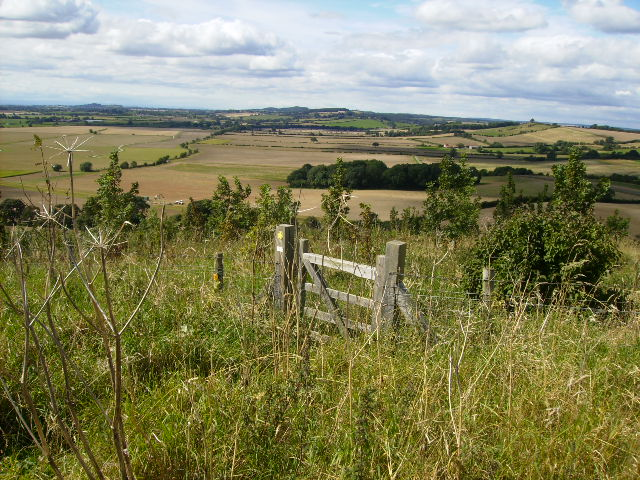
Blick von den Howardian Hills

Die Howardian Hills sind eine Area of Outstanding Natural Beauty (AONB – Gebiet von außergewöhnlicher Naturschönheit) in der Grafschaft North Yorkshire in der Region Yorkshire and the Humber in England, Großbritannien.
Die Hügel haben ihren Namen von der Adelsfamilie der Howards, die wahrscheinlich große Gebiete in den Hügeln besaßen und deren herrlicher Landsitz, Schloss Howard, sich am Rande der Hügel befindet.
Von Brandsby bis Coneysthorpe liegen zahlreiche Dörfer entlang einer Linie natürlicher Quellbrunnen.